# 월간 코믹 러시
《월간 코믹 러시》(月刊コミックラッシュ 겟칸코밋쿠랏슈[*], COMIC RUSH)는 자이브가 발행하는 만화 잡지이다.

## 개요
2004년 1월 26일, 타카라 (현재의 타카라 토미) 계열의 출판사로서 설립된 자이브에서 창간. 게재작의 단행본은 CR 코믹스로 매월 7일일 발매된다.
창간 당시엔 미디어 믹스 작품을 중심으로 하여 애니메이션이나 게임의 만화화 작품의 비율이 컸다. 갤럭시 엔젤 등, 당시 타카라 그룹이었던 브로콜리의 작품이나, 라그나로크 온라인 등의 타카라 제휴처의 작품을 연재하고 있었지만, 자이브가 2006년 4월에 타카라 토미에서 포플러샤의 산하가 된 이후, 미디어 믹스 작품의 게재는 감소하고 있다. 슈퍼 대시 문고의 라이트 노벨 작품을 원작으로 하는 만화가 많은 것도 특징 (자이브와 슈에이샤의 자본 관계는 없다.)
자이브가 포플러샤의 산하가 된 이후, 인쇄 용지 질감의 향상과 포플러샤의 작품이 연재되는 등의 변화가 있었다. 오리지널 작품으로 창간호부터 연재중인 토나그라!가 2006년에 애니메이션화되었다.